# Spodiopogon pogonanthus
Spodiopogon pogonanthus là một loài thực vật có hoa trong họ Hòa thảo. Loài này được (Balansa) Boiss. miêu tả khoa học đầu tiên năm 1884.